# Rampokan
Rampokan is een beeldroman, geschreven en getekend door de Nederlandse tekenaar Peter van Dongen. Het verhaal speelt zich af in een in klare lijn getekend decor van het Indonesië van vlak na de Tweede Wereldoorlog. 

## Het verhaal
Het verhaal speelt zich af ten tijde van de Indonesische Onafhankelijkheidsoorlog. Hoofdpersoon is de Nederlander Johan Knevel, die in 1946 na zijn studietijd in Nederland als militair in dienst van het Nederlands leger terugkeert naar het land van zijn jeugd. Te midden van strijd gaat hij op zoek naar zijn baboe, de inlandse vrouw die hem grootbracht. Dit weerzien pakt echter heel anders uit dan hij zich had voorgesteld als hij in het kamp van de onafhankelijkheidsstrijders belandt.

## Titelverklaring
De titel "Rampokan" is afgeleid van de Javaanse traditionele term voor het tijgergevecht. Deze tijgergevechten werden tot het begin van de 20ste eeuw gehouden op het eiland Java. Het doel van de rampokan was om de tijger of panters die werden losgelaten vanuit houten kisten te doden door middel van in wierook gedoopte lansen, voordat deze de cirkel van Javaanse krijgers konden doorbreken. De rampokan vond plaats tegen het einde van de ramadan. Het symboliseert het overwinnen van het kwaad. Indien de tijgers of panters erin slaagden de cirkel te doorbreken, dan was dat een voorteken voor rampspoed zoals hongersnood.

## Publicatie
Het boek omvat twee delen: "Rampokan Java" uit 1998 en "Rampokan Celebes" uit 2004. Deze twee delen werden oorspronkelijk separaat uitgegeven door uitgeverij Oog & Blik in sepia kleuren. In 2018 verscheen de eerste integrale uitgave in kleur binnen de Collectie vrije vlucht van uitgeverij Dupuis.